# Urnieta
Urnieta è un comune spagnolo di 6 181 abitanti situato nella comunità autonoma dei Paesi Baschi.

## Società

### Evoluzione demografica
Abitanti censiti

L'imponente calo demografico fra il censimento del 1981 e quello del 1991 è dovuto alla creazione del comune di Lasarte-Oria il 31 gennaio 1986. Prima della separazione, il 70% degli abitanti di Urnieta risiedeva in questi territori.

### Lingue e dialetti
Il dialetto basco locale appartiene alla variante gipuzkoana. Nel 2016 circa il 60,4% della popolazione era euskaldun ("basconfona").

## Amministrazione
Dalla Transizione spagnola ad oggi, le persone che hanno ricoperto la carica di sindaco (in basco alkatea, in spagnolo alcalde) sono state le sueguenti:
| Periodo | Periodo   | Primo cittadino                | Partito                              | Carica  | Note |
| ------- | --------- | ------------------------------ | ------------------------------------ | ------- | ---- |
| 1979    | 1983      | Jose Manuel Martiarena Lizarzu | Partito Nazionalista Basco (EAJ-PNV) | Sindaco |      |
| 1983    | 1987      | Jose Manuel Martiarena Lizarzu | EAJ-PNV                              | Sindaco |      |
| 1987    | 1991      | Jose Manuel Martiarena Lizarzu | EAJ-PNV                              | Sindaco |      |
| 1991    | 1995      | Jose Ignacio Lizeaga Sagarzazu | EAJ-PNV                              | Sindaco |      |
| 1995    | 1999      | Jose Ignacio Lizeaga Sagarzazu | EAJ-PNV                              | Sindaco |      |
| 1999    | 2003      | Jose Ignacio Lizeaga Sagarzazu | EAJ-PNV                              | Sindaco |      |
| 2003    | 2007      | Florentino Ugalde Atxaga       | EAJ-PNV                              | Sindaco |      |
| 2007    | 2011      | Mikel Izagirre Rekondo         | Urnieta Denon Artean                 | Sindaco |      |
| 2011    | 2015      | Mikel Pagola Tolosa            | EAJ-PNV                              | Sindaco |      |
| 2015    | 2019      | Mikel Pagola Tolosa            | EAJ-PNV                              | Sindaco |      |
| 2019    | 2020      | Mikel Pagola Tolosa            | EAJ-PNV                              | Sindaco |      |
| 2020    | 2023      | Jorge Segurado Iriondo         | EAJ-PNV                              | Sindaco |      |
| 2023    | in carica | Jorge Segurado Iriondo         | EAJ-PNV                              | Sindaco |      |